# 6423 Harunasan
6423 Harunasan è un asteroide della fascia principale. Scoperto nel 1994, presenta un'orbita caratterizzata da un semiasse maggiore pari a 3,0001576 UA e da un'eccentricità di 0,1907718, inclinata di 11,12420° rispetto all'eclittica.